# Cooper (nome)
Cooper  è un nome proprio di persona inglese maschile.

## Origine e diffusione
Il prenome deriva dall'omonimo cognome, che significa "venditore di botti", "bottaio". Il termine cooper deriva dal medio inglese cupere, che a sua volta deriva dal latino cupa, "botte".
Il cognome Cooper è uno dei più antichi cognomi inglesi, essendo attestato come le Cupere già nel XII secolo. Come prenome, entrò invece in uso solamente a partire dal XX secolo ed è notevolmente diffuso in Australia, Canada, Stati Uniti e Scozia.

## Onomastico
Il nome è adespota e quindi l'onomastico viene festeggiato il 1º novembre, giorno dedicato alla festa di Ognissanti.

## Persone

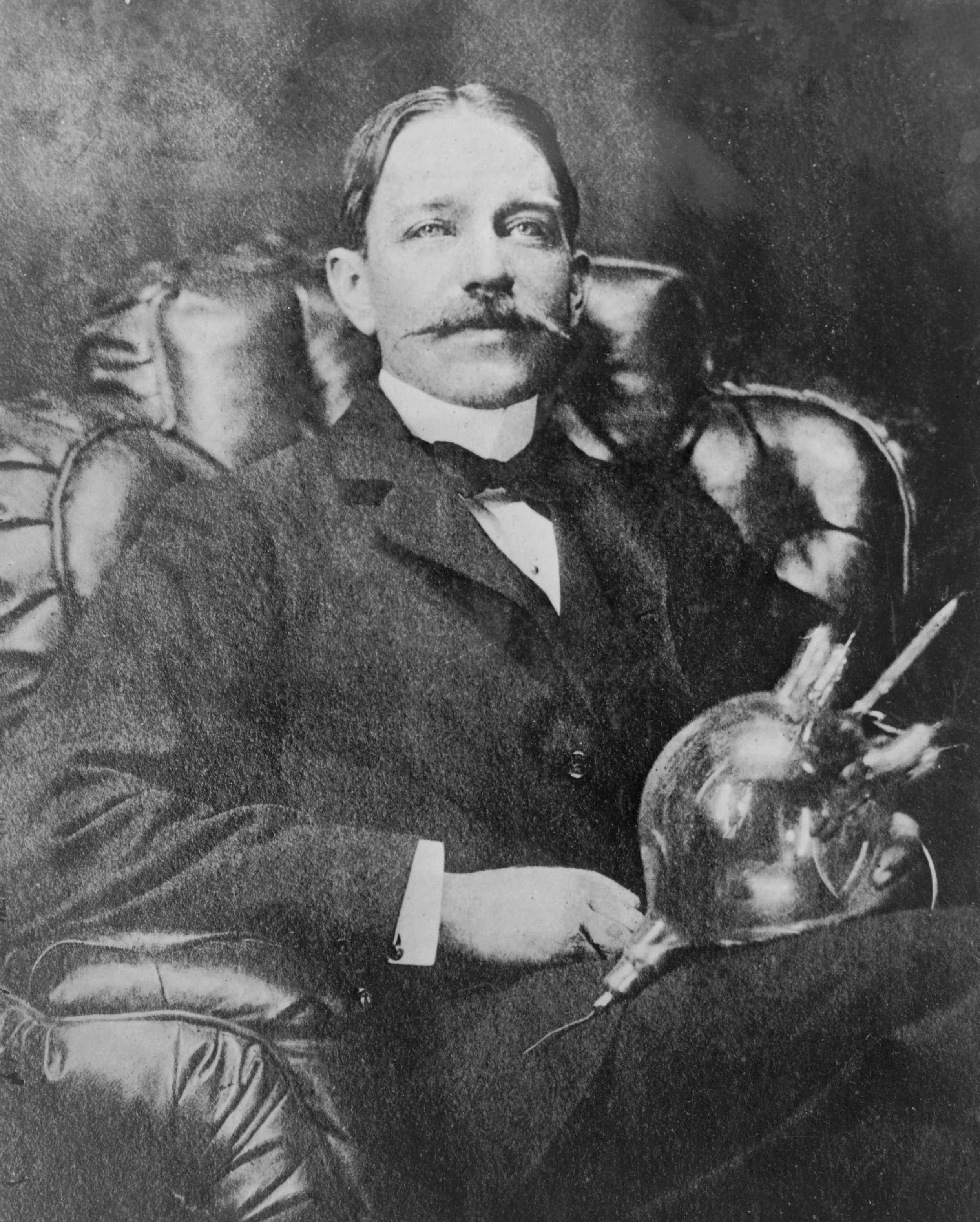
Peter Cooper Hewitt

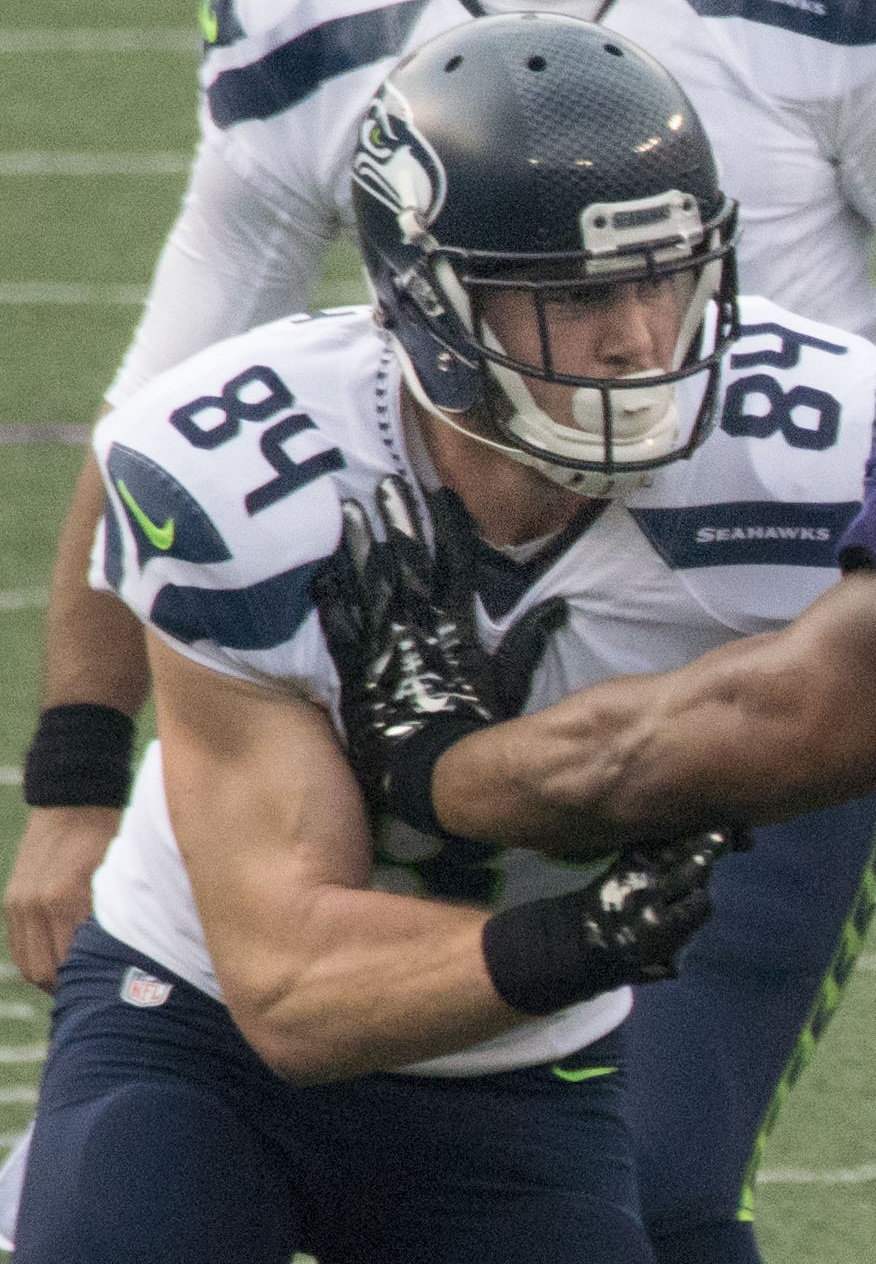
Cooper Helfet

- Cooper Barnes, imprenditore statunitense
- Cooper Carlisle, giocatore di football americano statunitense
- Cooper Cronk, rugbista a 13 australiano
- Peter Cooper Hewitt, inventore statunitense
- Cooper Helfet, giocatore di football americano statunitense
- Cooper Huckabee, attore statunitense
- Cooper Kupp, giocatore di football americano statunitense
- Cooper Roth, attore statunitense
- Cooper Taylor, giocatore di football americano statunitense

## Il nome nelle arti
- Cooper "Coop" Bradshaw è un personaggio della soap opera Sentieri (Guiding Light) [4]
- Cooper Freedman è uno dei protagonisti della serie televisiva Private Practice [5]